# Eugnathia consors
Eugnathia consors är en fjärilsart som beskrevs av W. Warren 1913. Eugnathia consors ingår i släktet Eugnathia och familjen nattflyn. Inga underarter finns listade i Catalogue of Life.